# Стрипови Андрије Мауровића
Стрипографија Андрије Мауровића (1901-1981). 

## Новости
- Вјереница мача, 12. 5. — 26. 7. 1935, по Февалу, сц. Крешимир Ковачић
- Подземна царица, 15. 9 — 19. 11. 1935. ?
- Љубавница с Марса, 24. 11. 1935. — 22. 2. 1936, по А. Толстоју, сц. ?
- Тројица у мраку, 23. 2. -27. 6. 1936, по Бранду, сц. Крешимир Ковачић
- Седма жртва, 28. 6. — 15. 11. 1936, по Бранду, сц. Крешимир Ковачић
- Кугина јахта, 17. 11. 1936. — 28. 1. 1937, сц. Фрањо Фуис
- Господар Златних брегова, 31. 1. — 16. 6. 1937, сц. Фрањо Фуис
- Сабласт Зелених мочвара, 17. 6. — 19. 12. 1937, сц. Фрањо Фуис
- Јунаци с границе, 1. 11. — 30. 12. 1939, по З. Греју, сц. ?
- Злато, 31. 12. 1939. — 11. 4. 1940, по Џ. Лондону, сц. Фрањо Фуис
- Велика глад у племену Гула-Гула, 14. 4. — 18. 7. 1940, сц. Фрањо Фуис
- Брод без компаса, 28. 7. — 18. 12. 1940, сц. Фрањо Фуис
- Мртвачка тројка, 1. 1. — 6. 4. 1940, сц. Фрањо Фуис, недовршен

## Око
- Плијен демона џунгле, 6. 7. — 31. 8. 1935, сц. Божидар Рашић
- Разбојникова вјереница, 13. 7. — 7. 9. 1935, сц. Божидар Рашић
- Крволок од Танипура, 7. 9. — 14. 12. 1935, сц. Божидар Рашић
- Тестамент породице Армстронг, 7. 9. — 14. 12. 1935, сц. Божидар Рашић
- Марта и медвјед, 21. 9. 1935, 1 табла
- Пирати леденог мора, 28. 9. — 12. 10. 1935. ?
- Огњем и мачем, 16. 11. 1935. — 29. 8. 1936, по Сјенкјевичу, сц. Божидар Рашић
- Златарево злато, 21. 12. 1935. — 4. 4. 1936, по Шенои, сц. Божидар Рашић
- Тајна дворца Кодфиелд, 5. 9. — 14. 11. 1936. ?
- Курир, 19. 9. — 7. 11. 1936. ?
- Луталица Чагос, 14. 11. 1936. — 24. 4. 1937, сц. Фрањо Фуис
- Гунка Дас, 1. 5. 1937. — 1. 1. 1938, по Киплингу, сц. ?

## Смиље
- Мишини празници на селу, 1. 9. 1936. — 10 табла

## Посљедња пустоловина Старог Мачка
- објављиван у свескама, 1. 11. -27. 12. 1937, сц. Фрањо Фуис

## Стрип
- Убојица с дјечјим лицем, 18. 6. — 27. 8. 1938, сц. Фрањо Фуис, стрип је наставио да црта Валтер Нојгебауер
- Тирани Гран Чака, 18. 6. — 27. 8. 1938, сц. Фрањо Фуис, стрип је наставио да црта Валтер Нојгебауер

##Mickey Стрип - Око
- С посљедњим метком, 9. 2. — 3. 5. 1940, сц. Фрањо Фуис

## Забавник
- Гроб у прашуми, 7. 5. 1943. — 29. 3. 1944, сц. Фрањо Фуис, Марцел Чукли
- Сеоба Хрвата, 7. 5. — 20. 8. 1943, сц. С. Р. Жрновачки*
- Кнез Радослав, 29. 9. 1943. — 19. 7. 1944, сц. С. Р. Жрновачки*
- Ахурамазда на Нилу, 1. 3. — 13. 09. 1944, по Еберсу, сц. С. Р. Жрновачки*, стрип је наставио да црта Алберт Кинерт
- Златни оток, 5. 4. — 13. 9. 1944, по Стивенсону, сц. Марцел Чукли, стрип је наставио да црта Валтер Нојгебауер
- Томислав, 2. 8. — 13. 9. 1944, сц. С. Р. Жрновачки*, стрип је наставио да црта Алберт Кинерт

## Нови свијет
- Мртвачки брод, 8. 11. — 6. 12. 1945, по Борису Травену, сц. Марцел Чукли, недовршен

## Пионирска застава
- Мимо и његова чета, 19. 4. 1950, сц. Камило Ференчак, 1 табла
- Дух у логору, 5. 9. 1950, сц. Јожа Влаховић, 1 табла

## Хоризонт
- Мексиканац, 5. 2 — 25. 7. 1951, по Џ. Лондону, сц. А. Мауровић, Крешо Новосел
- Опсада, 20. 8. 1951. — 20. 1. 1952, сц. Крешо Новосел
- Три дјечака, 28. 12. 1951. — 15. 2. 1952, сц. Крешо Новосел
- Цвијет у камену, 1. 2. — 6. 6. 1952. ?
- Баш Челик, 28. 2. — 5. 7. 1952. ?
- Јахач Усамљење Звијезде, 5. 7. — 15. 12. 1952, по З. Греју, сц. Драго Аугуштин, стрип је довршио Јосип Пилат
- Јахачи румене кадуље, 5. 3. — 5. 6. 1953, по З. Греју, сц. ?, недовршен
- Отмица коловоза, 1953, сц. Владимир Мирковић, 4 табле
- Правда у Вагон Гапу, септембар 1953, сц. Тристан Мор*, 4 табле

## Вјесников забавни тједник
- Плантажа Беранда, 1. 2. — 28. 3. 1952, по Џ. Лондону, сц. Анте Унгаро, недовршен

## Хоризонтов забавник
- Бродоломци на отоку Мега, 8. 7. — 13. 12. 1952, сц. Марцел Чукли, стрип су довршили Александар Маркс и Ицо Вољевица
- Незнанац, А. Мауровић га је цртао до 9. 9. — 13. 12. 1952. сц. Никша Фулгози, стрип је наставио да црта Александар Маркс
- Тројица у мраку, 25. 10. 1952. — 25. 4. 1953, по Бранду, сц. Марцел Чукли
- Црвени орачи, 23. 5. 27. 6. 1953, сц. Тристан Мор*, недовршен, стрип је у цјелости објављен у листу „Новине младих“

## Новине младих
- Црвени орачи, 28. 12. 1953. — 26. 6. 1954, сц. Тристан Мор*

## Омладина
- Против смрти, 9. 6. — 22. 9. 1954, сц. Вицко Распор

## Плави вјесник
- Хајдучка пјесма, 4. 3. — 22. 7. 1955, по народној пјесми, сц. Симо Дубајић
- Кишова загонетка, 21. 3. — 23. 6. 1960, по Џ. Лондону, сц. Норберт Нојгебауер
- Бисер зла, 10. 9. 1960. — 23. 2. 1961, по Џ. Лондону, сц. Норберт Нојгебауер
- Дјевојка са Сијере, 2. 3. — 15. 6. 1961, по Харту, сц. Норберт Нојгебауер
- Ранков одред, 22. 6. — 21. 9. 1961, сц. Махмуд Коњхоџић и Норберт Нојгебауер
- Угломи, господар пећине, 28. 9. 1961. — 25. 1. 1962, по Велсу, сц. Норберт Нојгебауер
- Чувај се сењске руке, 13. 9. 1962. — 16. 5. 1963, по Шенои, сц. Норберт Нојгебауер
- Брод бунтовника, 28. 11. 1963. — 5. 3. 1964, сц. Руди Аљиновић
- Посљедња петорица, 23. 4. — 22. 10. 1964, по Видовићу, сц. Норберт Нојгебауер
- Тајанствени капетан, 1. 7. — 11. 11. 1965, сц. Руди Аљиновић
- Благо Фатахиве, 7. 9. 1967. — 12. 2. 1968, сц. Руди Аљиновић
- Повратак Старог Мачка, 19. 2. — 3. 6. 1968, сц. Руди Аљиновић
- Стари Мачак, децембар 1969, сц. Руди Аљиновић, изванредни број „Плавог вјесника“

## Млади задругар — наша смотра
- Уклети брод, 1. 5. 196. — 4. 5. 1961, по Хауфу, сц. Норберт Нојгебауер

## Вечерњи лист
- Гричка вјештица, 31. 12. 1960. — 30. 6. 1962, по Јурић-Загорки, сц. Норберт Нојгебауер, недовршен, стрип је у цјелости објављен у едицији „Стрип-стрип“

## Стрип-стрип
- Гричка вјештица, објављиван у свесцима од 14. 12. 1962. — 15. 3. 1963, по Јурић-Загорки, сц. Норберт Нојгебауер

## Стрип магазин
- Вријеме одважних, 6. 3. — 12. 6. 1966, сц. Руди Аљиновић

## Мале новине
- Храбри Ник, 5. 6. — 21. 8. 1967, сц. Руди Аљиновић

## Кекец вас забавља
- Истините приче о малим борцима (стрипови на једној табли: „Спашена жетва“, „Сналажљиви курир“, „Уништени плакати“, „Бијег из дома“, „Лијекови су набављени“, „Руке у вис“), 1967, сц. Руди Аљиновић

## Кекец
- Истините приче о малим борцима (стрипови на једној табли: „Претећи поздрав“, „Мост је поправљен“, „Заслађени бензин“, „Спашено село“) 30. 11. 1967. — 11. 1. 1968. сц. Руди Аљиновић

## Модра ласта
- Синови слободе, 1. 9. 1968. — 1. 6. 1969, по властитом роману, сц. Јосип Барковић

## Студентски лист
- Повратак Старог Мачка, 22. 12. 1976, сц. Иван Шимат-Банов
- Неморални... 25. 4. 1980. сц. Андрија Мауровић